# Spécial Strange
Spécial Strange est un magazine de bande dessinée pour la jeunesse publié de juillet 1975 à décembre 1996 par les éditions Lug (devenu Semic en 1989).
Créée cinq ans après Strange et spécialisée également dans les séries de super-héros de l’univers de Marvel Comics, cette revue fut trimestrielle pendant près de dix ans avant de devenir bimestrielle à partir de janvier 1986 (no 43) puis mensuelle à compter de septembre 1995 (no 100). À ses débuts, elle était vendue 3,5 francs.
Lug ayant été racheté par Semic, la revue change de maquette et de logo en janvier 1989 (no 60) de même que les autres publications de l’éditeur : Strange, Titans, Nova et Spidey.
Juin 2023 marque le retour de la revue, aux éditions Organic Comix.

## Les séries
La formule n’a que rarement varié au fil du temps, le magazine étant constitué d’une série principale et de deux ou trois séries secondaires. Au départ, le magazine semble avoir été conçu pour publier les Giant Size, des numéros spéciaux paraissant tous les trois mois que Marvel a lancés en 1974. Cependant l'expérience prend fin en 1975, ce qui force Lug à repenser le contenu.
Dans le premier numéro publié le 10 juillet 1975, trois séries figurent donc au sommaire : Giant-Size Fantastic Four (Les Quatre Fantastiques), Giant-Size Spider-Man (l’Araignée, Spider-Man) et Marvel Two-in-One (la Chose).
Giant-Size Fantastic Four, arrêté après cinq numéros réalisés par Gerry Conway et John Buscema, est remplacé par les X-Men qui resteront en place jusqu’au dernier numéro de décembre 1996 (La publication démarre au no 94 de la série américaine, les no 1 à 63 sont parus dans Strange et les épisodes suivants correspondent à des rééditions aux États-Unis). Giant-Size Spider-Man est remplacé par Marvel Team-Up qui suit la même formule (Spider-Man rencontre un autre héros).
L’Araignée paraît jusqu’au no 55 et laisse la place à Longshot pendant sept épisodes. À partir du no 62 la Chose est remplacée par Namor lui-même remplacé par Les New Warriors à partir du no 75.
Daredevil fait son grand retour des années 1990 dans le no 100 et, dans le no 101, c'est Generation X qui rentre en scène, ce qui porte alors à quatre le nombre de séries différentes du journal.